# Leszek Dróździel
Leszek Droździel (ur. 1956) – polski samorządowiec, zootechnik, doktor nauk ekonomicznych i urzędnik państwowy. W latach 1990–1994 wiceburmistrz Gryfic, w latach 2003–2005 wiceburmistrz Choszczna, w 2016 wiceburmistrz Trzebiatowa. W latach 2006–2007 wiceprezes i następnie 2007–2008 prezes Agencji Restrukturyzacji i Modernizacji Rolnictwa.
Pochodzi z Gryfic. Z wykształcenia zootechnik. Ukończył również studia podyplomowe w zakresie ekonomiki i organizacji przemysłu mleczarskiego na Wydziale Technologii i Żywności Akademii Rolniczo-Technicznej w Olsztynie oraz w zakresie skarbowości na Wydziale Prawa i Administracji Uniwersytetu Szczecińskiego. Zdobył stopień doktora nauk ekonomicznych. Odbywał staże w Niemczech i Francji.
Od 1990 do 1994 wiceburmistrz Gryfic, od 2003 do 2005 lub od 2005 do 2006 wiceburmistrz miasta i gminy Choszczno. Pełnił funkcję radnego Gryfina. Od stycznia 2006 zatrudniony w ARiMR, początkowo jako doradca prezesa i szef jego gabinetu, a od 27 kwietnia 2006 jako wiceprezes. Od 27 lipca 2007 do 23 stycznia 2008 kierował tą instytucją, zastąpił go Dariusz Wojtasik. Pełnił też funkcję dyrektora gabinetu szefa Kancelarii Prezydenta RP za czasów Lecha Kaczyńskiego oraz przez 4 lata był doradcą burmistrza Gryfina Henryka Piłata. Z dniem 1 stycznia 2016 został wiceburmistrzem Trzebiatowa, funkcję pełnił do lipca tego samego roku.